# 박원재 (1994년)
박원재 (1994년 5월 7일 ~ )는 대한민국의 축구 선수이다.